# Pandolfo II Malatesta
Pandolfo II Malatesta (1325-1373) fue un comandante italiano.
Hijo primogénito de Malatesta III Malatesta, nació en el año 1325. En 1327 fue nombrado Alcalde de Pésaro manteniendo el gobierno de esta ciudad mientras vivió. Durante la guerra que libró su familia contra la Iglesia, luchó por la posesión de la Marca de Ancona en la región italiana de las Marcas.
Sirvió bajo las órdenes de Galeazzo II Visconti de Milán como capitán de caballería y combatió contra el ejército de Carlos IV de Luxemburgo, pero despertó los celos de su hermano Bernabé Visconti, el cual le odiaba tanto que quiso decapitarlo, siendo salvado por Galeazzo que lo envió a Pésaro donde sirvió bajo las órdenes del cardenal Gil de Albornoz en el sitio de Cesena obligando a Antonio María Ordelaffi a rendirse.
En 1358 participó en la guerra de los florentinos contra los soldados de fortuna (mercenarios). Los florentinos lo honraron por este hecho, y en 1366, cuando se hizo una alianza con las ciudades de Siena, Arezzo y Cortona, de las cuales era señor Bartholomew Casali, se nombró a Pandolfo II Malatesta capitán del ejército.
Fue amigo de Francesco Petrarca y padre de Malatesta IV Malatesta.
Murió en 1373.